# Päpstliche Diplomatenakademie

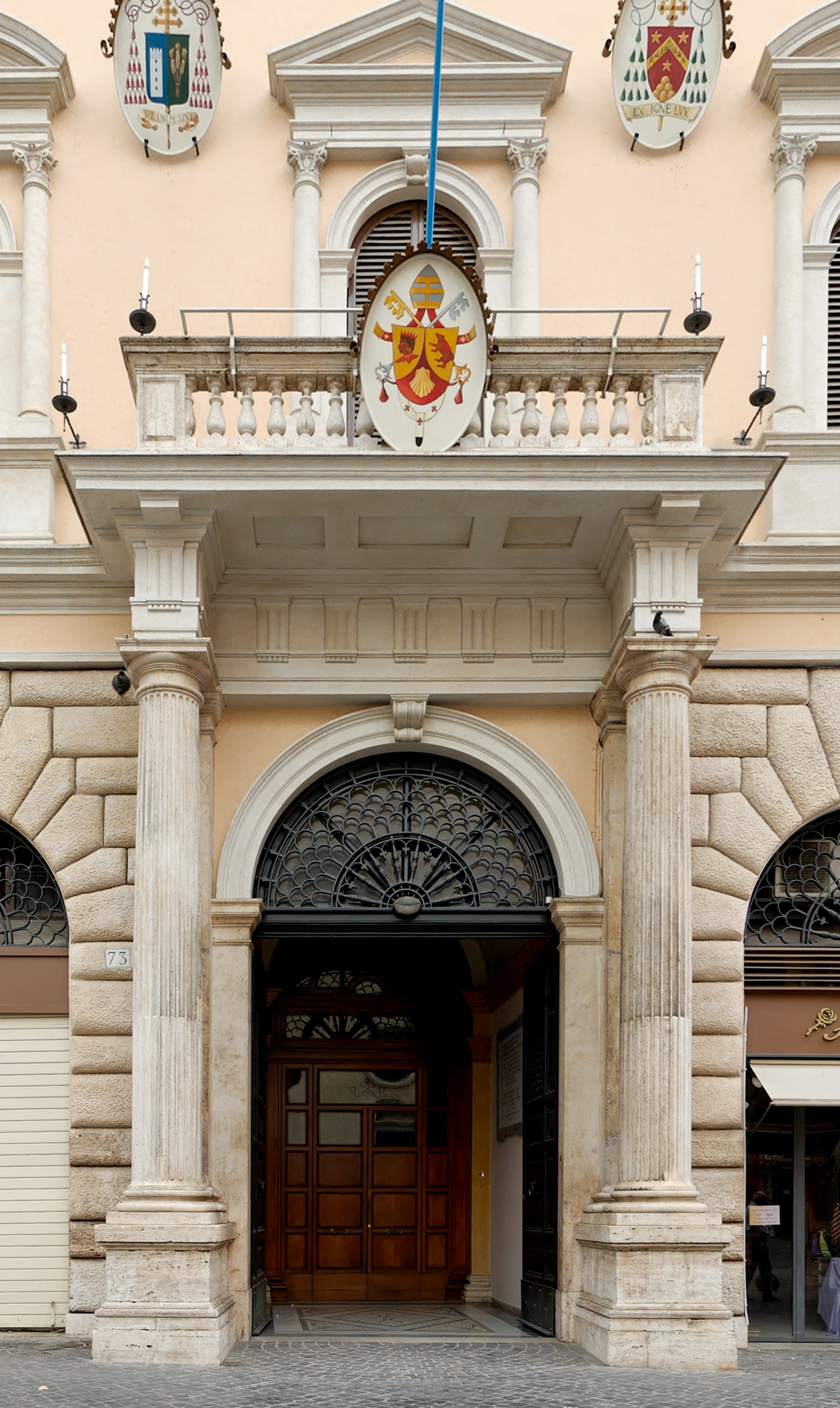
Päpstliche Diplomatenakademie an der Piazza della Minerva (Eingang)

Die Päpstliche Diplomatenakademie (Latein: Pontificia Ecclesiastica Academia; ital.: Pontificia Accademia Ecclesiastica PEA) ist ein Päpstliches Kolleg.

## Geschichte
Die heutige Akademie wurde 1701 als Accademia dei Nobili Ecclesiastici durch Abt Piero Garagni gegründet und von Papst Clemens XI. bestätigt mit dem Ziel einer diplomatischen Ausbildung von Geistlichen aus katholischen Adelsfamilien. 1850 gliederte Papst Pius IX. die Akademie in das Staatssekretariat ein.
Die Akademie hat seit 1706 ihren Sitz im Palazzo Severoli an der Piazza della Minerva in Rom.

## Organisation
Die Oberleitung der Diplomatenakademie obliegt dem jeweiligen Kardinalstaatssekretär; Präsident ist ein diplomatisch erfahrener Kurienerzbischof.
Jährlich beginnen ca. 30 Geistliche die Ausbildung an der Diplomatenakademie. Voraussetzungen sind der Status eines Diözesanpriesters und ein Höchstalter von 35 Jahren. Die Studenten absolvieren in den zwei bis drei Jahren ihrer Ausbildung ein Doktoratsstudium in kanonischem Recht an einer der Päpstlichen Universitäten Roms und durchlaufen parallel die Ausbildung an der Diplomatenakademie. Etwa ein Drittel von ihnen besteht und wird in den diplomatischen Dienst aufgenommen.
Als Vatikan-Diplomaten unterhalten sie aus den Nuntiaturen heraus die diplomatischen Beziehungen des Heiligen Stuhls zu etwa 188 Staaten.

## Lehrgebiete
Die Diplomaten des Heiligen Stuhls, die später an Apostolischen Nuntiaturen und im Staatssekretariat arbeiten, werden in folgenden Fächern unterrichtet:
- Diplomatie
- Politische Ökonomie
- Internationales Recht
- Geschichte
- Sprachen

## Präsidenten der Päpstlichen Diplomatenakademie
- Matteo Gennaro Sibilia (1701–1704)
- Francesco Giordanini (1704–1720)
- Pellegrino De Negri (1721–1728)
- Tommaso Giannini (1729–1739)
- Girolamo Formaliani (1739–1742)
- Angelo Granelli (1742–1744)
- Pier Matteo Onorati (1744–1762)
- Innocenzo Gorgoni (1763–1764)
- Paolo Antonio Paoli (1775–1798)
- Vincenzo Brenciaglia (1802–1814)
- Giacomo Sinibaldi (1814–1843)
- Giovanni Battista Rosani (1843–1847)
- Giuseppe Cardoni (1850–1873)
- Venanzio Mobili (1873–1875)
- Odoardo Agnelli (1875–1878)
- Placido Maria Schiaffino, OSB (1878–1884)
- Domenico Ferrata (1884–1885)
- Luigi Sepiacci (1885–1886)
- Francesco Satolli (1888–1891)
- Augusto Guidi (1892–1894)
- Filippo Castracane degli Antelminelli (1895–1898)
- Rafael Merry del Val y Zulueta (1900–1903)
- Francesco Sogaro (1903–1912)
- Giovanni Maria Zonghi (1914–1941)
- Paolo Savino (1941–1959)
- Giacomo Testa (1959–1962)
- Gino Paro (1962–1969)
- Salvatore Pappalardo (1969–1970)
- Felice Pirozzi (1970–1975)
- Domenico Enrici (geschäftsführender Präsident, 1974–1975)
- Cesare Zacchi (1975–1985)
- Justin Francis Rigali (1985–1989)
- Karl-Josef Rauber (1990–1993)
- Gabriel Montalvo Higuera (1993–1998)
- Georg Zur (1998–2000)
- Justo Mullor García (2000–2007)
- Beniamino Stella (2007–2013)
- Giampiero Gloder (2013–2019)
- Joseph Salvador Marino (2019–2023)
- Salvatore Pennacchio (seit 2023)[3]